# 岡本優・岡本修
岡本 優（おかもと ゆう、1976年10月29日 - ） と岡本 修（おかもと しゅう、1976年10月29日 - ）は、大阪府枚方市出身の双子の画家、タレント、俳優。アダージォ・カンパニー所属。デビュー当時はサンミュージックブレーン所属、芸名は岡本 ゆうと岡本 しゅう。

## 来歴
- 1996年、サンミュージック新人タレントオーディションマルチ部門入賞[3][4]。
- 1999年、初個展・双子展(そうしてん)を開催[5]。

## 出演

### バラエティ・情報番組
岡本優
- 黄金のレシピ（1997年10月 - 1998年3月、TBS）
- シネマラウンジ（1999年2月 - 2000年9月、MXTV）
- レインボーカフェ（1999年9月、MXTV）
- らくがきSONG（1999年10月 - 2000年3月、MXTV）
- 恋ボーイ恋ガール（1999年、フジテレビ）
- 双子人生（1999年、テレビ東京）
- 素晴らしき音楽仲間（2003年6月、NHK-BS）
- 生活ほっとモーニング（2004年4月 - 2007年3月、NHK総合）
- 土曜スタジオパーク（2004年7月、NHK総合）
- こんにちはいっと6けん（2005年3月、NHK総合）
- たけしの誰でもピカソ（2005年3月、テレビ東京）
- スタジオパークからこんにちは（2005年11月、NHK総合）
- 第15回NHKきょうの料理大賞（2005年12月、NHK総合）
- 激テレ★金曜日（2006年4月、読売テレビ）
- 趣味悠々「パソコンだからここまでできる､手作りカード･年賀状」（2007年11月 - 12月、NHK教育）
- 由紀さおりの素敵な音楽館（2016年8月、BS-TBS）

岡本修
- 黄金のレシピ（1997年10月 - 1998年3月、TBS）
- シネマラウンジ（1999年2月 - 2000年9月、MXTV）
- レインボーカフェ（1999年9月、MXTV）
- らくがきSONG（1999年10月 - 2000年3月、MXTV）
- 双子人生（1999年、テレビ東京）
- 素晴らしき音楽仲間（2003年6月、NHK-BS）
- 生活ほっとモーニング（2004年4月 - 2007年3月、NHK総合）
- 土曜スタジオパーク（2004年7月、NHK総合）
- こんにちはいっと6けん（2005年3月、NHK総合）
- たけしの誰でもピカソ（2005年3月、テレビ東京）
- スタジオパークからこんにちは（2005年11月、NHK総合）
- 第15回NHKきょうの料理大賞（2005年12月、NHK総合）
- 激テレ★金曜日（2006年4月、読売テレビ）
- 趣味悠々「パソコンだからここまでできる､手作りカード･年賀状」（2007年11月 - 12月、NHK教育）
- 由紀さおりの素敵な音楽館（2016年8月、BS-TBS）

### テレビドラマ
岡本優
- ガラスの仮面2 第1話（1998年4月13日、テレビ朝日）
- 仮面ライダーアギト 第49話（2002年1月13日、テレビ朝日） - 茶髪の男の現身 役

岡本修
- ガラスの仮面2 第1話・第7話（1998年4月13日・5月25日、テレビ朝日）
- 仮面ライダーアギト 第49話（2002年1月13日、テレビ朝日） - 茶髪の男 役

### 映画
- タイム・リープ あしたはきのう（1997年）

### オリジナルビデオ
岡本優
- 新・湘南爆走族 荒くれNIGHT 3（1999年）
- エコエコ アザクラ（2000年） - 祥 役

岡本修
- 新・湘南爆走族 荒くれNIGHT 3（1999年）

### ビデオCD
- 会話のエキスパート（1997年）